# Rostock

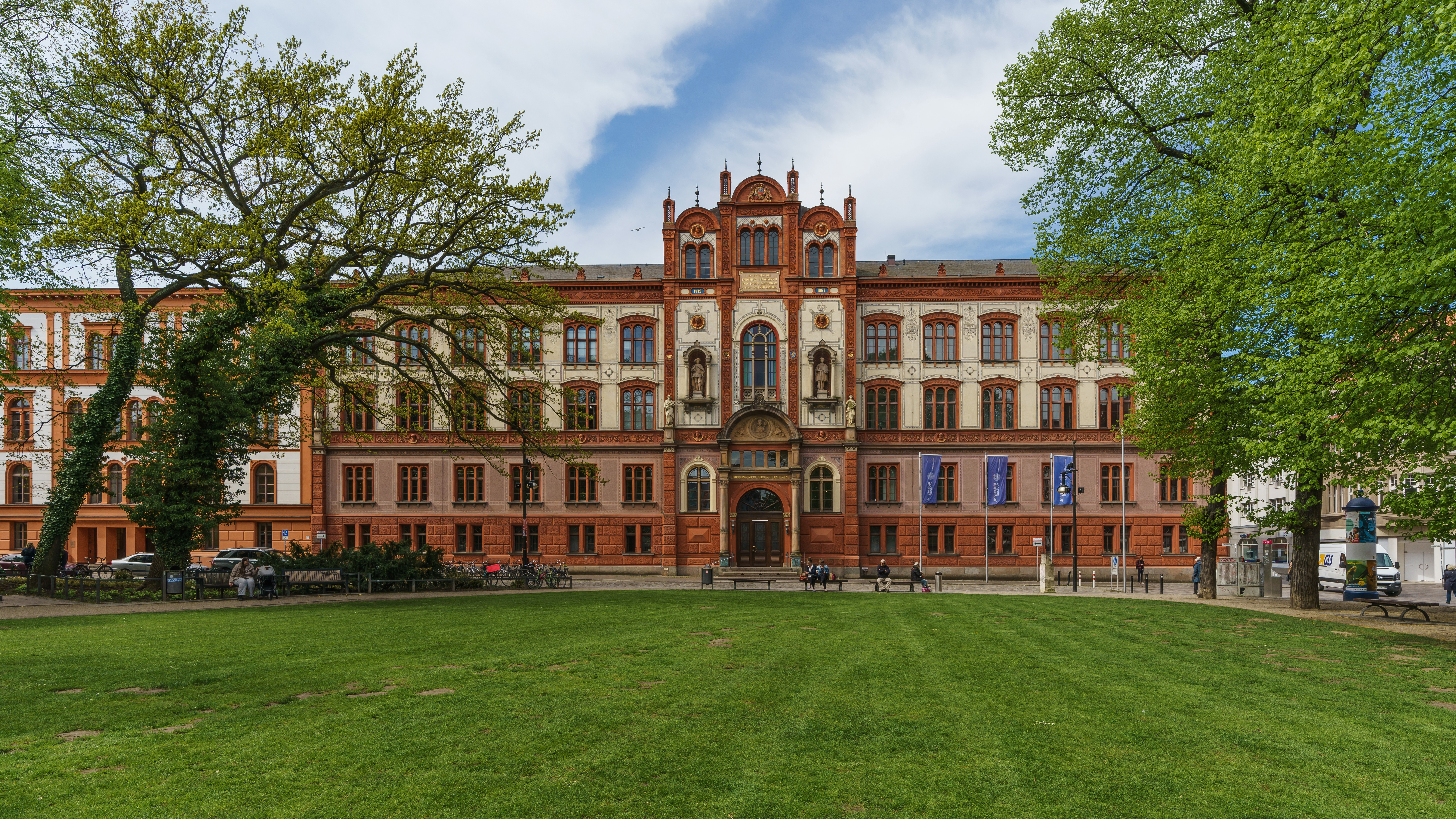
Universitatea din Rostock

Rostock este un oraș în landul german Mecklenburg - Pomerania Inferioară, port la Marea Baltică, fost membru al Ligii Hanseatice. Rostock este un oraș-district, adică are statut administrativ de district urban. Rostockului i s-a acordat privilegiul de oraș în anul 1218.

## Date geografice, economice și culturale
Orașul se întinde de la gura de vărsare a râului Warnow, pe o lungime de ca. 20 de kilometri de-a lungul coastei Mării Baltice. Cea mai mare parte a orașului se află pe malul de vest al râului Warnow; partea de est a orașului este compusă dintr-o zonă industrială și o zonă împădurită (Rostocker Heide). Orașul are cca 200.000 de locuitori, fiind cel mai mare oraș din landul Mecklenburg - Pomerania Inferioară. Este un centru important de circulație a mărfurilor și persoanelor, care cuprinde circulație rutieră, feroviară și maritimă. Rostockul este cel mai important centru economic și cultural al landului. Universitatea din Rostock a luat ființă în anul 1419. Din punct de vedere economic în oraș există o infrastructură importantă a construcției navale, turismului și sectorului de servicii publice.

## Personalități
- Franz Aepinus (1724 - 1802), astronom, matematician, fizician și filozof;
- Gebhard Leberecht von Blücher (1742 - 1819), ofițer superior, cetățean de onoare al Berlinului;
- Rudolph Sohm (1841-1917), jurist, specialist în istoria dreptului
- Joachim Gauck (n. 1940), pastor evanghelic, activist pentru drepturile omului, președinte federal al Germaniei;
- Jürgen Thormann (n. 1928), regizor;
- Rainer M. Schröder (n. 1951), scriitor.